# Poiana Stampei
Poiana Stampei is een Roemeense gemeente in het district Suceava.
Poiana Stampei telt 2270 inwoners.